# Prvi TV
Prvi TV je bivša bosanskohercegovačka komercijalna televizijska postaja na hrvatskom jeziku sa sjedištem u Mostaru, Vukovarska 10b. Prvi TV je news portal i prva internetska televizija u BiH.
Jednomjesečnim istraživanjem ove prve internetske televizije u BiH pokazalo se da stanovnici hercegovačkih općina i gradova se mnogo zanimaju za ideju rada i funkcioniranja jedne televizijske kuće na ovim prostorima koja bi zabilježila događaje, donijela informacije o događajima u Hercegovini, ali i arhivirala sve ono što se događa u regiji Hercegovine.
Počela je raditi od utorka, 23. prosinca 2014. godine. Već prije početka emitiranja novinaru su u posljednjih mjesec dana su snimili desetke priloga. Prvi gosti u studiju uredništva Prve TV bili su športaši Ivan Dodig, Damir Beljo, Ivica Džidić, Boris Bošnjak. Bilo je najavljeno da će novinari donositi dnevne informacije iz Mostara, Širokog Brijega, Međugorja, Čitluka, Posušja. Izravne prijenose su radili iz područja politike, gospodarstva, športa, kulture, vjere. Odmah u početku najavljen je prijenos polnoćke iz mostarskog franjevačkog samostana.
2018. godine Radiotelevizija Herceg-Bosne kupila je TV KISS, a u procesu je kupovine Prvog TV i Naše TV. Prema najavama RTV Herceg-Bosne bi u svoje primila ljudske i materijalne resurske Naše TV, kao i par drugih medijskih projekata u Hercegovini i dijelovima BiH (Prvi.tv, Posavska televizija) gdje su Hrvati većina, što bi bila prva faza na uspostavi javnog servisa na hrvatskom jeziku.

## Vanjske poveznice
- YouTube